# 島本站

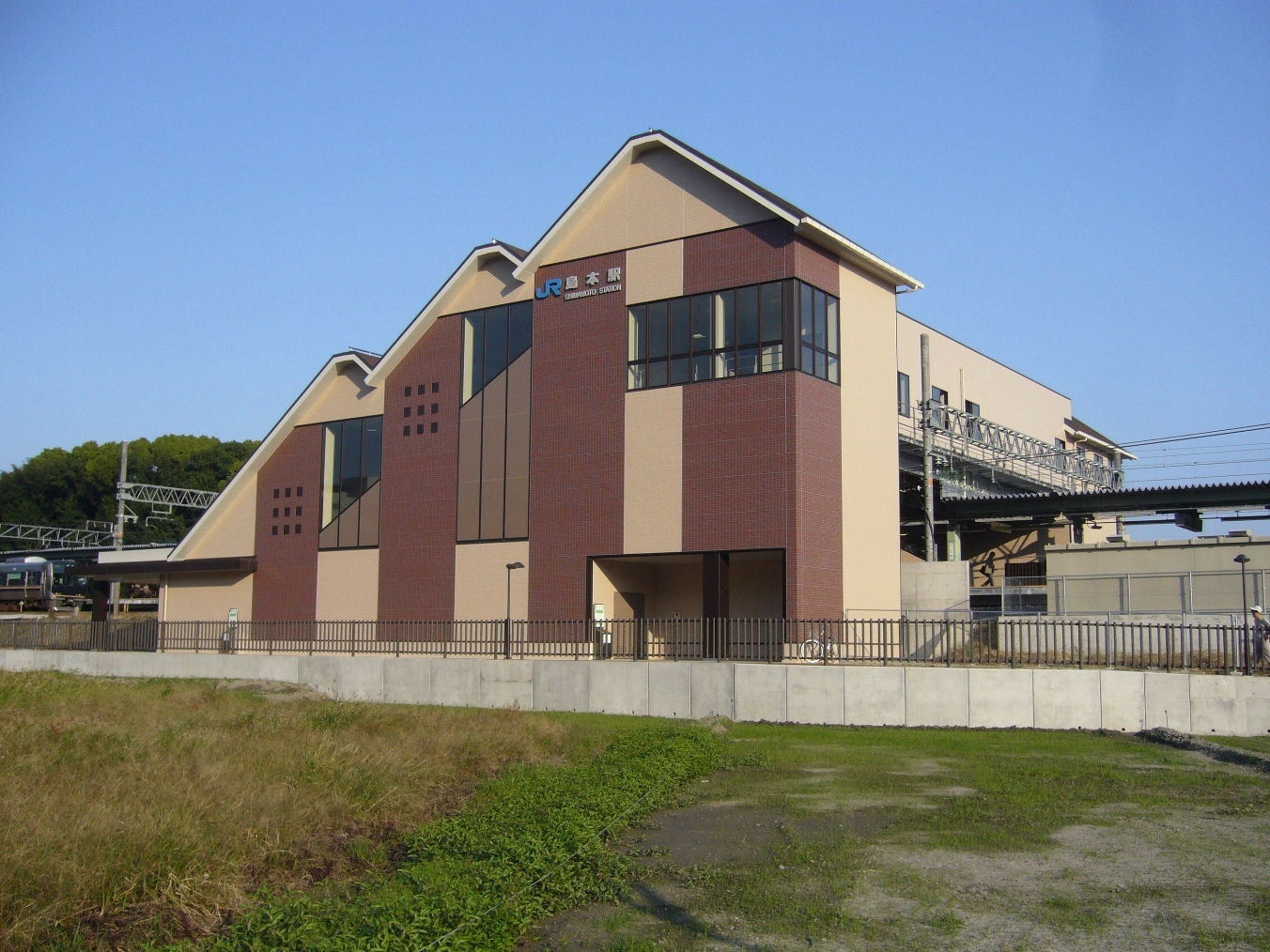
西出口車站大樓

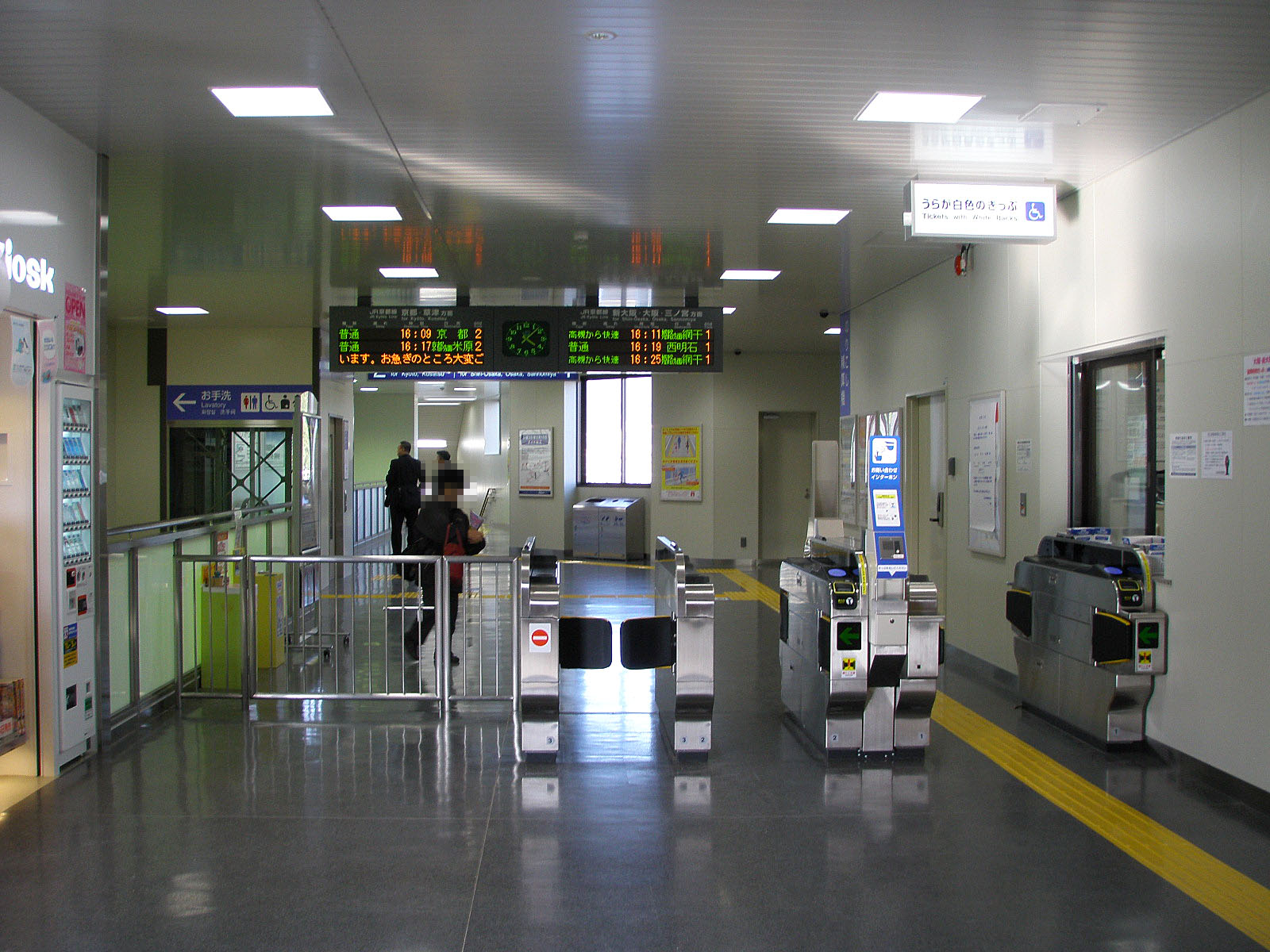
閘口

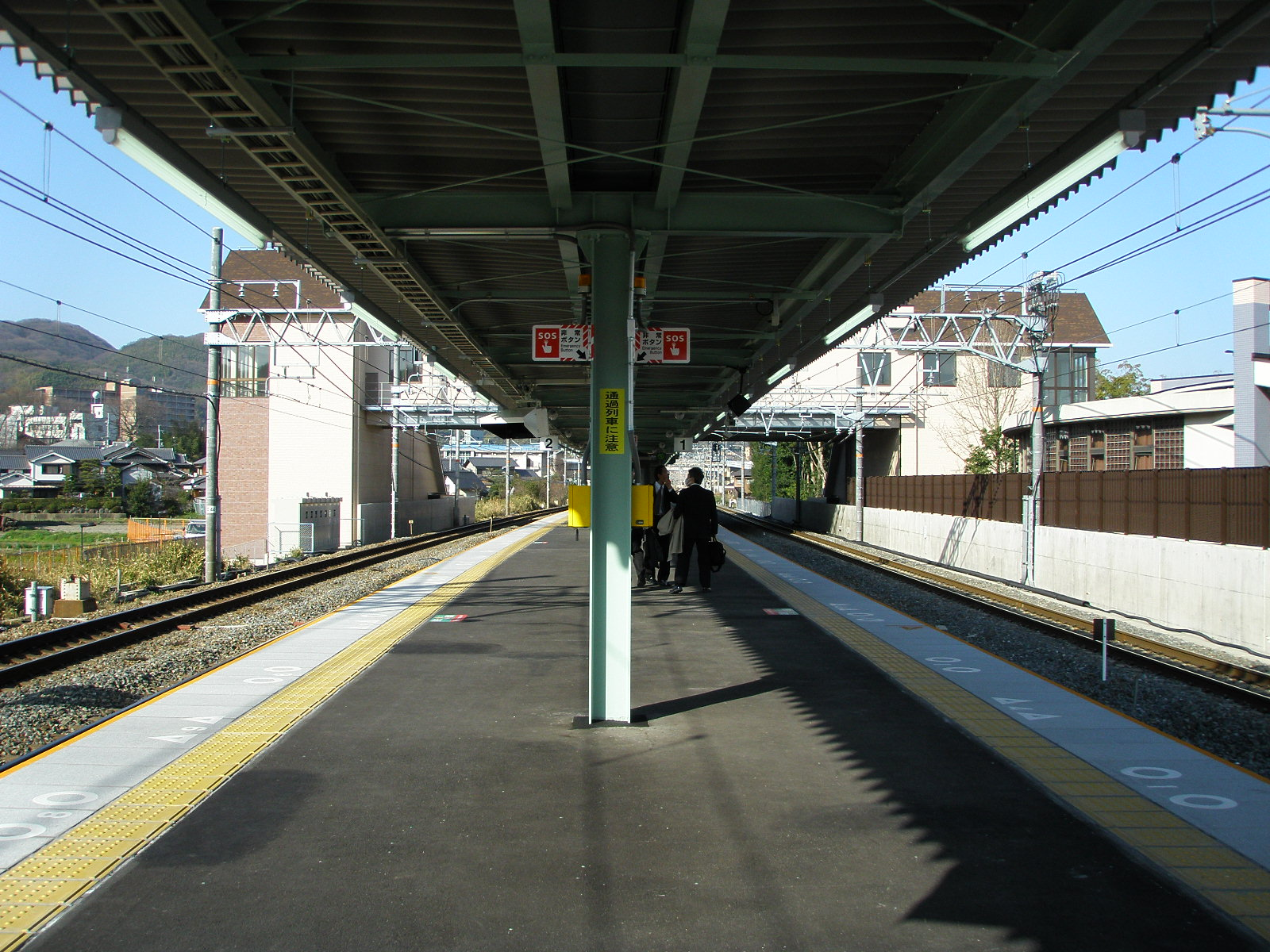
月台

島本站（日语：／ Shimamoto eki */?）是位於大阪府三島郡島本町櫻井一丁目，西日本旅客鐵道（JR西日本）東海道本線（JR京都線）的車站。車站編號為JR-A37。

## 概要
在東出口站前設有收費停泊單車場（出入口為旋轉門式）。此外，西出口對出道路現時只限單車與行人使用，所有汽車均不可駛進。
此站與鄰近的高槻站之間距離為5.3公里，為JR京都線內最長距離。此外，此站附近一帶為著名列車拍攝勝地，會有許多鐵道迷在此站拍攝。為JR京都線內唯一業務委託車站。

## 歷史
山崎站與高槻站之間的路段於1876年（明治9年）路線開業以來，在7.5公里區間中，一直都構思新站。
在島本町內的國鐵時代一直都設有新站規劃，但是由於財政上的問題一直沒有實行。但是直至1997年（平成9年），JR西日本與同町共同響應建立新站的請求，於是開始討論在町內開設新車站。在1999年度的島本町城市總體規劃中，新站是位於宿舍設施大阪府立青年之家附近，該設施在2001年3月關閉，因此取得新站東近與站前廣場的用地，把用地問題解決。當初車站預計在2007年3月18日啟用，由於建設計劃變更，最後啟用日期是2008年3月15日。此外，在啟用典禮上，邀請了時任大阪府知事橋下徹進行剪彩儀式。
在車站名稱徵名中，其中一個候選名稱是「櫻井之驛站（日语：／）」，但由於與櫻井站名稱相近而駁回名稱。
在月台安置上，下行方向的路軌遷移以提供空間建設月台。由於車站西邊部分土地較難收購，在車站啟用後還未能完成收購，因此在西出口的行人路中部分不可通行。隨後經過一段時間，收購工作完成，工程繼續，在2009年3月23日，該不可通行的行人路開通，新站建設工程完成。

### 年表
- 1997年（平成9年）：JR西日本與島本町諮詢新站位置。
- 2003年（平成15年）
  - 3月30日：島本町與JR西日本對於新站建設達成基本協議。
  - 8月26日：JR西日本向近畿運輸局（日语：地方運輸局）長按鐵道事業法（日语：鉄道事業法），申請在山崎站至高槻站之間建設新站[1]。
- 2005年（平成17年）
  - 4月：開始建設站前廣場。
  - 11月：開始建設新站。
- 2007年（平成19年）9月19日：JR西日本公布正式站名為島本站。
- 2008年（平成20年）3月15日：東海道本線（JR京都線）山崎站至高槻站之間開設此站。
- 2009年（平成21年）3月23日：西口周邊行人路完成。整個車站工程完成。
- 2013年（平成25年）3月11日：引入異常時信息提供系統（日语：アーバンネットワーク運行管理システム#異常時情報提供ディスプレイ）。
- 2018年（平成30年）
  - 2月26日 - 當日起綠色窗口結束營運。
  - 2月27日 - 當日起開設綠色售票機（日语：みどりの券売機）。
  - 3月17日 - 引入車站編號並開始使用。並成為業務委託車站（委託公司：JR西日本交通服務）。

## 車站構造
車站為一座地面車站，設有1面2線的島式月台，月台長約250米寬約7米，可容納12卡車廂。設有跨站式站房，月台只提內側線列車使用，外側線沒有月台。設有轉轍器和絶對信號機，被定義為停留所。由於車站位於略高的路堤上，因此當初計劃車站大樓位於地下，以「半地下形式」興建車站大樓。此站為請願車站，因此工程費用大部分由島本町支付，在艱難的財務狀況上為了降低建設成本，改為建設跨站式站房，在這改變下，車站遲一年啟用。
此站為業務委託車站，由JR西日本交通服務經營此站，由高槻站（地區站）直接管理此站。車站可使用ICOCA與互相使用的IC卡。

### 月台
| 月台 | 路線     | 方向 | 目的地                   |
| ---- | -------- | ---- | ------------------------ |
| 1    | JR京都線 | 下行 | 新大阪、大阪、三之宮方向 |
| 2    | JR京都線 | 上行 | 京都、草津方向           |

- 以上的路線名是使用旅客資訊上的名稱（別名、愛稱）。

### 進站音樂
為了響應當地的要求，在車站啟用時已經引入進站音樂。音樂採用了在島本町內三得利山崎酒廠出產的三得利老（威士忌），其廣告歌「人們各位兄弟〜夜晚來了〜」（作曲：小林亞星）。在2015年（平成27年）3月11日前，在JR京都線中途站中，除了此站使用上述音樂外，其餘車站在進站時是播放電子鐘。現時在JR京都線內，只有島本站與大阪站不是使用京都線標準進站音樂。

## 時間表
在日間時段，設有每小時4班的普通列車（往大阪方向在高槻站起為快速）（在星期六及假日的11、12時時段，設有各站停車的普通列車4班）。在早上黃昏時段會較多班次。此外，在平日早上繁忙時間中，沒有大阪方向的列車在高槻站轉為快速的班次。

## 使用狀況
根據「大阪府統計年鑑」與「島本町統計書」，在2018年（平成30年）度1日平均乘車人次為6,720人。
以下為為啟用後1日平均乘車人次列表。
| 年度               | 1日平均 乘車人次 | 參考資料 |
| ------------------ | ---------------- | -------- |
| 2007年（平成19年） | 4,546            | [ * 1 ]  |
| 2008年（平成20年） | 4,083            | [ * 2 ]  |
| 2009年（平成21年） | 4,826            | [ * 3 ]  |
| 2010年（平成22年） | 5,286            | [ * 4 ]  |
| 2011年（平成23年） | 5,596            | [ * 5 ]  |
| 2012年（平成24年） | 5,889            | [ * 6 ]  |
| 2013年（平成25年） | 6,139            | [ * 7 ]  |
| 2014年（平成26年） | 6,344            | [ * 8 ]  |
| 2015年（平成27年） | 6,463            | [ * 9 ]  |
| 2016年（平成28年） | 6,519            | [ * 10 ] |
| 2017年（平成29年） | 6,578            | [ * 11 ] |
| 2018年（平成30年） | 6,720            |          |

## 車站周邊
- 櫻井駅遺址（日语：桜井駅跡）
- 阪急京都本線水無瀨站
- 楠公道路
- 島本町立第一幼稚園（日语：島本町立第一幼稚園）
- 島本町立歷史文化資料館（在此站啟用同時期開幕）
- 島本町政廳
- 大阪府立島本高等學校（日语：大阪府立島本高等学校）

## 巴士路線
阪急巴士
- 30系統：往若山台中心
- 40系統：往若山台中心，經阪急水無瀨往新山崎橋（日语：阪急バス大山崎営業所）
- 50系統：經阪急水無瀨往若山台中心

## 相鄰車站
西日本旅客鐵道
 JR京都線（東海道本線）
■新快速、■快速（京都站至西明石站之間為快速。只限早上運行）
通過
■普通（包括在高槻站至西明石站之間為快速列車的班次）
山崎（JR-A36）－島本（JR-A37）－高槻（JR-A38）

## 注腳

### 內文

### 使用情況
1. ↑  大阪府統計年鑑 （页面存档备份，存于） - 大阪府
2. ↑  島本町統計書 （页面存档备份，存于） - 島本町

大阪府統計年鑑
1. ↑  大阪府統計年鑑（平成20年）PDF
2. ↑  大阪府統計年鑑（平成21年）PDF
3. ↑  大阪府統計年鑑（平成22年）PDF
4. ↑  大阪府統計年鑑（平成23年）PDF
5. ↑  大阪府統計年鑑（平成24年）PDF
6. ↑  大阪府統計年鑑（平成25年）PDF
7. ↑  大阪府統計年鑑（平成26年）PDF
8. ↑  大阪府統計年鑑（平成27年）PDF
9. ↑  大阪府統計年鑑（平成28年）PDF
10. ↑  大阪府統計年鑑（平成29年）PDF
11. ↑  大阪府統計年鑑（平成30年）PDF

## 外部連結
- 島本｜車站資訊：JR出門網 - 西日本旅客鐵道
- JR島本站（島本町）[永久]